# Енч, Гейнц
Бруно Вольфганг Гейнц Енч (нем. Bruno Wolfgang Heinz Jentzsch; 8 июня 1917, Циттау, Германская империя — 11 мая 1994, Шпайер, Германия) — гауптшарфюрер СС в концлагере Маутхаузен и Гузен.

## Биография
Гейнц Енч родился 8 июня 1917 года в семье строителя и архитектора Альфреда Енча и его жены Марты. После посещения школы ходил в реальное училище, но после смерти отца в 1931 года был вынужден бросить школу. Енч решил освоить сельскохозяйственное ремесло и поступил учеником в сельскохозяйственное училище в поместье Димен близ Баутцена, Однако примерно через полгода ему пришлось прекратить обучение, так как он получил двойной перелом голени в результате несчастного случая на производстве и в результате чего не смог окончить сельскохозяйственную школу в Циттау.
В октябре 1932 года присоединился к Гитлерюгенду. В октябре 1934 года был зачислен в ряды СС (№ 245466). В ноябре 1934 года был переведён в концлагерь Заксенбург и после военной подготовки начал службу в охране лагеря. 1 февраля 1937 года стал учеником в школе для унтер-офицеров СС в Ораниенбурге. 1 мая 1937 года вступил в НСДАП (билет № 5546041).
После прохождения курсов 1 февраля 1938 года стал бухгалтеров в концлагере Заксенхаузен. В октябре 1938 года был переведён в комендатуру концлагеря Маутхаузен, где занимал аналогичную должность. В конце 1940 года был переведён в концлагерь Гузен II, где служил до февраля 1943 года. В Гузене Енч был бухгалтером и командиром штаба, «правой рукой» начальника лагеря Карла Хмилевски. На этой должности участвовал в селекции больных заключённых и инвалидов и считается изобретателем так называемых акций по умерщвлению в ванне, описанным Станиславом Добосевичем:
Летом в 1941 году, когда перевозки инвалидов в Хартхайм для отравления газом были прерваны, гауптшарфюрер Гейнц Енч предложил начальнику лагеря Хмилевски проводить в душевой акции по умерщвлению в ваннах для инвалидов, больных туберкулезом и евреев. Для этого душевая была оборудована низкой стенкой, а сливы воды - запорными клапанами.
В феврале 1943 года был переведён на фронт и 29 февраля 1943 года начал службу в 10-й танковой дивизии СС. В начале ноября 1943 года был откомандирован в Нормандии. В апреле 1944 года был переведен в учебно-запасной артиллерийский полк СС в Бенешау, после окончания курса обучения стал заведующим  складом имущества. В феврале 1945 года Енч прибыл в Венгрию в составе 6-й танковой армии СС и в апреле участвовал в боях при отступлении за Братиславу и Вену.
В мае 1945 года остатки подразделения сдались армии США в районе Штайра. Енч попал в плен, из которого ему удалось бежать. Добравшись до Баварии стал работать у крестьянина. Енч снимал комнату в Райхенбахе и начал профессиональное обучение на каменщика. После окончания обучения он переехал в Западный Берлин и открыл собственный строительный бизнес. 5 мая 1961 года на основании ордера земельного суда Берлина-Тиргартена был арестован и помещён в следственный изолятор. 23 марта 1967 года ему было предъявлено обвинение в убийстве неопределенного числа людей в ходе «акций по умерщвлению в ванне». 28 августа 1967 года началось судебное разбирательства в земельном суде Хагена. Судебный процесс длился 14 месяцев. 29 октября 1968 года Енч был приговорён за убийство в двух случаях к пожизненному заключению. В июле 1969 года предпринял неудачную попытку самоубийства. 14 августа 1982 года был условно-досрочно освобождён.